# Wedekind Creek
Der Wedekind Creek ist ein Bach im Grays Harbor County, US-Bundesstaat Washington. Er ist 11,4 km lang und hat ein Einzugsgebiet von 18,9 km².
Der Bach entspringt in den Hügeln zwischen dem Wishkah River und dem Wynoochee River und fließt zuerst in südliche Richtung. Nach der Aufnahme kleinerer Bäche wendet er sich nach Südosten und mündet in den Wynoochee River. Der unterste Teil des Wedekind Creeks bildet einen Grenzabschnitt einer Exklave der Stadt Aberdeen, die direkt unterhalb der Mündung des Baches in den Wynoochee River eine Wasserentnahmestelle für den Lake Aberdeen betreibt.